# Erebia subtuslutescens
Erebia subtuslutescens är en fjärilsart som beskrevs av Curt Eisner 1946. Erebia subtuslutescens ingår i släktet Erebia och familjen praktfjärilar. Inga underarter finns listade i Catalogue of Life.